# 220. strelska divizija (ZSSR)
220. strelska divizija (izvirno rusko 220. стрелковая дивизия; kratica 220. SD) je bila strelska divizija Rdeče armade v času druge svetovne vojne.

## Zgodovina
Divizija je bila ustanovljena leta 1941 v Vjazmi.